# 保绶
和硕裕悼亲王保寿（1684年—1706年），又名保绶，镶白旗满洲人，裕宪亲王福全第五子，与革爵裕亲王保泰是同胞兄弟，生母为裕宪亲王福全的侧福晋瓜尔佳氏。
康熙帝最初为儿子取名保清（允禔）、保成（胤礽），依次给侄子赐名保泰、保寿、保安、保永。福全薨逝后，康熙帝兑现了他在皇兄碑铭中写下的承诺：“王之后嗣，朕佑庇之。”
保寿自幼孱弱多病，康熙无微不至的予以关怀，每当康熙离京外出，总要给皇子的信中问及保寿的病情，并交付留京皇子延医照看，随时向他奏报。康熙巡视塞外，行前特意叮嘱皇三子允祉、皇八子允禩：“尔等经常去看保寿阿哥，请大夫医治。”
康熙四十五年，玄烨再次出巡，六位皇子和侄子保寿随驾前往。旅次中保寿身体不适，康熙即派随行御医及蒙古喇嘛为之医治。康熙多次苦口婆心地对固执的保寿进行劝说，最后强迫侄子在御医的护送下，即刻返京。保寿在返京途中病故，年仅二十三岁。
保寿去世后，康熙以墨笔降谕在京诸皇子：保寿阿哥的遗体已运往京师，“抵达之日，尔等亲自迎接。将抵达日期预先告知保绶福晋，并奏告皇太后。”康熙返京，抵“畅春园”降谕：“予故辅国公品级保绶祭二次，建坟立碑”。
保绶初封辅国公品级。雍正二年，第二子广宁承袭裕亲王爵。雍正三年追封保绶和硕悼亲王，附葬清西陵。